# Atbulaq
Atbulaq är en ort i Azerbajdzjan.   Den ligger i distriktet Hacıqabul Rayonu, i den östra delen av landet, 70 kilometer sydväst om huvudstaden Baku. Atbulaq ligger 8 meter över havet och antalet invånare är 3 175.
Terrängen runt Atbulaq är platt åt sydväst, men åt nordost är den kuperad. Närmaste större samhälle är Qobustan, 17,6 kilometer nordost om Atbulaq.
Omgivningarna runt Atbulaq är i huvudsak ett öppet busklandskap. Runt Atbulaq är det tätbefolkat, med 982 invånare per kvadratkilometer.